# Річковий протей
Річковий протей (Necturus lewisi) — вид земноводних з роду Американський протей родини Протеї.

## Опис
Загальна довжина становить 16,5—28 см. Спостерігається статевий диморфізм: самиця більша за самця. Голова витягнута. Рило стиснуто зверху та усічено. Зябра щільні темно-червоного кольору. Тулуб кремезний. Кожна задня кінцівка має чотири пальці Хвіст стислий з боків і ребристий.
Забарвлення спини іржаво-коричневе з багатьма великими блакитно-чорними плямами. Черево коливається від темно-коричневого до сірого кольору, з таким ж плямами, як і на спині.

## Спосіб життя
Полюбляє дрібні водойми з відносно швидкою течією. Зустрічається на висоті до 116 м над рівнем моря. Активний цей протей у нічний час доби, протягом дня ховається в поглибленнях під каменями або в норах. Живиться здебільшого комахами, равликами, хробаками, членистоногими, дорослі особини нападають також і на дрібних риб, саламандр і змій.
Як захист шкіра цієї амфібії здатна виділяти отруйний секрет, який захищає від хижаків.
Період розмноження триває з грудня до березня. Відкладання яєць відбувається у квітні—травні. Самиця відкладає близько 35 яєць діаметром 8-9 мм.

## Розповсюдження
Мешкає в басейні річок Тар-Памліко і Ньюс, що протікають в Північній Кароліні (США).